# Christelle Dabos
Christelle Dabos (Cannes, 1980) è una scrittrice francese.

## Biografia
Originaria della Costa Azzurra, Christelle Dabos è cresciuta a Cannes in una famiglia di musicisti. Si è unita al Silver Plum, una comunità internet di scrittori. Si è formata come bibliotecaria prima di dedicarsi alla scrittura. Dal 2005, vive e lavora in Belgio.
Nel 2013 ha vinto il premio per il primo romanzo giovanile Gallimard, per il primo volume della saga L'Attraversaspecchi. Il titolo del libro è ispirato a Passe-Muraille, un'opera letteraria dello scrittore francese Marcel Aymé.
L'Attraversaspecchi narra delle avventure di Ofelia, una ragazza con il potere di leggere gli oggetti e di spostarsi da un luogo all'altro attraverso gli specchi; e delle 21 arche, come dei pianeti, che compongono questo universo di fantasia. Nel 2017, ha pubblicato il terzo volume della saga di successo pubblicata dalla Gallimard Jeunesse. Una serie che, dalla stampa nazionale, è stata comparata a Harry Potter di J. K. Rowling, o a Queste oscure materie di Philip Pullman. I primi due libri hanno ricevuto il Grand Prix de l'Imaginaire nella categoria romanzo francese per la gioventù nel 2016.

## Opere

### Ciclo dell'Attraversaspecchi
1. 2013 – Fidanzati dell'inverno. L'Attraversaspecchi - Libro 1 (La Passe-Miroir Livre 1, Les fiancés de l'hiver, edizione Gallimard Jeunesse, Collection Hors Série . In Italia è stato pubblicato ad aprile 2018, Edizioni e/o)
2. 2015 – Gli scomparsi di Chiardiluna. L'Attraversaspecchi - Libro 2 (La Passe-Miroir Livre 2, Les Disparus du Clairdelune, edizione Gallimard Jeunesse, Collection Romans Ado. In Italia è stato pubblicato a gennaio 2019, Edizioni e/o)
3. 2017 – La memoria di Babel. L'Attraversaspecchi - Libro 3 (La Passe-Miroir Livre 3, La Mémoire de Babel, edizione Gallimard Jeunesse, Collection Hors Série. In Italia è stato pubblicato a ottobre 2019, Edizioni e/o)
4. 2019 – Echi in tempesta. L'Attraversaspecchi - Libro 4 (La Passe-Miroir Livre 4, La tempête des échos, edizione Gallimard Jeunesse, Collection Hors Série. In Italia è stato pubblicato a giugno 2020, Edizioni e/o)

### Altre opere
- 2023 – Qui, solo Qui (Ici et seulement Ici, edizione Gallimard Jeunesse. In Italia è stato pubblicato a giugno 2023, Edizioni e/o. ISBN 978-88-335-7623-7)